# Голубая ирена
Голуба́я ире́на, или сине-чёрная ирена (лат. Irena puella), — вид азиатских воробьиных птиц из семейства иреновых (Irenidae).

## Описание
Самец имеет ярко чёрную окраску с блестящим синим верхом. Самка лазурного цвета с серыми крыльями и хвостом. У обоих полов красные глаза.

## Распространение
Ареал простирается от восточных Гималаев по юго-востоку Азии до островов Борнео и Ява. Следующий ареал на юго-западе Индии. Птица обитает в густых тропических лесах.

## Поведение
Голубая ирена перелетает небольшими стаями чаще высоко по верхушкам деревьев в поисках плодов. Питается также насекомыми, пауками и нектаром.

## Размножение
Самка строит гнездо в форме чаши из веток, мха и корней в развилке ветвей и высиживает одна кладку из 2—4 яиц. Самец участвует в выкармливании птенцов.